# Waitangi (Chatham-Inseln)
Waitangi ist der Hauptort der zu Neuseeland gehörenden Chatham Islands im südlichen Pazifischen Ozean, rund 800 km östlich der Südinsel Neuseelands gelegen. Der Ort ist Sitz des Chatham Islands Council.

## Geographie
Waitangi befindet sich auf der südlichen Hälfte der Hauptinsel Chatham Island, in der Waitangi Bay, die den südlichen Abschluss der Petre Bay der Hauptinsel darstellt. Rund 700 m nördlich der Siedlung befindet sich ein rund 100 m in die Bucht hineinragender Anleger, an dem Schiffe zur Versorgung der Insel anlegen können.

## Geschichte
Die Insel war ursprünglich von Moriori bewohnt, die um 1400 herum die Insel besiedelten. 1835 kamen zwei Gruppen der Māori-Stämme, Ngāti Tama und Ngāti Mutunga der westlich liegenden Hauptinseln und töteten 200 Moriori, die die Eindringlinge zuvor friedlich und in guter Absicht empfangen hatten. Der Rest der Moriori wurde versklavt.
In den 1930er Jahren wurde der Schiffsanleger bei Waitangi errichtet und in den 1940er Jahren die Straßen über die Insel gebaut, die die einzelnen Siedlungen und Farmen verbinden.

## Bevölkerung
Zum Zensus des Jahres 2013 zählte der Ort 171 Einwohner.

## Einrichtungen
Der Hauptort der Chathaminseln beherbergt u. a. die lokale Verwaltung, das Distrikt-Gericht, ein Hotel, Schulen, Restaurants, die notwendigsten Geschäfte und eine Feuerwache. Außerdem besteht in Waitangi das Chatham Islands Museum.